# Tuğba Danışmaz
Tuğba Danışmaz (10 de septiembre de 1999) es una deportista turca que compite en atletismo.
Ganó una medalla de plata en el Campeonato Europeo de Atletismo de 2024 y una medalla de oro en el Campeonato Europeo de Atletismo en Pista Cubierta de 2023, en la prueba de triple salto.

## Palmarés internacional
| Campeonato Europeo                   | Campeonato Europeo | Campeonato Europeo | Campeonato Europeo |
| Año                                  | Lugar              | Medalla            | Prueba             |
| ------------------------------------ | ------------------ | ------------------ | ------------------ |
| 2024                                 | Roma (Italia)      | Medalla de plata   | Triple salto       |
| Campeonato Europeo en Pista Cubierta |                    |                    |                    |
| Año                                  | Lugar              | Medalla            | Prueba             |
| 2023                                 | Estambul (Turquía) | Medalla de oro     | Triple salto       |